# 村松灯
村松 灯（むらまつ とも、2002年5月25日 - ）は、日本の陸上競技選手。専門は長距離走。

## 経歴
京都府出身。実妹・結も陸上競技選手。立命館宇治高校時代は3年連続で全国高等学校駅伝競走大会に出場し、3年連続で5区を担当。同校には同学年に三原梓がいた。1年次、２年次ともチームは7位だった。なお2年次には9月、10月と2度左足甲を疲労骨折した。3年次は第4中継点を首位で襷を受けたが、テレシア・ムッソーニ (世羅) や米澤奈々香  (仙台育英) らに抜かれ5位に終わった。
立命館大学進学後も駅伝では常に好成績を修め、同大の上位進出に貢献。
2025年4月、ダイハツに入社。

## 主な記録
| 年     | 大会                 | 種目           | 順位    | 備考          |
| ------ | -------------------- | -------------- | ------- | ------------- |
| 2017年 | 都道府県対抗女子駅伝 | 8区            | 区間4位 | 京都府優勝    |
| 2018年 | 全国高校駅伝 (女子)  | 5区            | 区間6位 | 立命館宇治7位 |
| 2019年 | 都道府県対抗女子駅伝 | 7区            | 区間3位 | 京都府2位     |
|        | 全国高校駅伝 (女子)  | 5区            | 区間7位 | 立命館宇治7位 |
| 2020年 | 都道府県対抗女子駅伝 | 6区            | 区間賞  | 京都府優勝    |
|        | 全国高校駅伝 (女子)  | 5区            | 区間6位 | 立命館宇治5位 |
| 2021年 | 日本インカレ         | 5000m          | 5位     |               |
|        | 全日本大学女子駅伝   | 1区            | 区間9位 | 立命館大4位   |
|        | 富士山女子駅伝       | 2区            | 区間5位 | 立命館大4位   |
| 2022年 | 日本インカレ         | 5000m          | 2位     |               |
|        | 全日本大学女子駅伝   | 3区            | 区間2位 | 立命館大2位   |
|        | 富士山女子駅伝       | 2区            | 区間2位 | 立命館大5位   |
| 2023年 | 大阪マラソン         | ハーフマラソン | 10位    |               |
|        | 全日本大学女子駅伝   | 1区            | 区間賞  | 立命館大3位   |
|        | 第107回日本陸上      | 10000m         | 12位    |               |
|        | 富士山女子駅伝       | 2区            | 区間2位 | 立命館大4位   |